# حزقيال لويس فاسكيز سواريز
حزقيال لويس فاسكيز سواريز (بالإسبانية: Juan Luis Vázquez Suárez)‏ هو رياضياتي إسباني، ولد في 26 يوليو 1946 في أوفييدو في إسبانيا.

## وصلات خارجية
- الموقع الرسمي